# Графф, Корнелис де
Корнелис де Графф (нидерл. Cornelis de Graeff; 15 октября 1599 года — 4 мая 1664 года) — самый известный представитель династии де Графф. Он был мэром Амстердама во время Золотого века, а после внезапной смерти штатгальтера Вильгельма II Оранского стал влиятельным регентом Амстердама. Как и его отец Якоб де Графф, он противостоял Дому Оранских, и был умеренным преемником республиканца Андриса Биккера. В середине XVII века он управлял финансовой и политической жизнью города, а в тесной кооперации со своими братом Андрисом де Граффом и племянником Яном де Виттом — политическим устройством Нидерландов.
Корнелис де Графф пошёл по стопам своего отца и был назначен мэром около десяти раз между 1643 и 1664 годами. Де Графф был членом семьи регентов, которая принадлежала к республиканскому политическому движению, также упоминаемому как партия Штатов, в противоположности к роялистам.
Корнелис де Графф был также основателем династии регентов, которая сохраняла власть и влияние на протяжении столетий и произвела целую плеяду министров. Он был также президентом Голландской Ост-Индской компании, и председателем совета Адмиралтейства Амстердама. Как и его брат Андрис де Графф, он был коллекционером произведений искусств и меценатом.
При жизни де Граффа также часто называли «Полсбрук» или «лорд Полсбрук».

## Династия Де Графф
Корнелис де Графф был старшим сыном Якоба Диркса де Граффа и его жены Алтье Буленс Лун. Он вырос на маленькой улочке Низель, недалеко от Ауде керк. У де Граффа из-за несчастного случая в детстве была искалечена левая рука, как это видно по его портрету. В 1633 году он женился на Гертрёйд Оверландер, дочери Волкерта Оверландера, чьим сводным братом был Франс Баннинг Кок, капитан «Ночного дозора» Рембрандта. Она умерла всего лишь несколько месяцев спустя, и он женился во второй раз на Катарине Хофт, кузине его первой жены, которая была моложе на 19 лет. У них было двое детей — Питер де Графф и Якоб де Графф. Супружеская пара проживала в прекрасном доме, отделанном драгоценными породами дерева, недалеко от городской ратуши, ныне Херенграхт 216.
Корнелис и его брат Андрис были решительно настроены против власти династии Оранских. Вместе с политическим лидером республиканцев великим пенсионарием Яном де Виттом, братья де Графф стремились к отмене штатгальтерства. Они желали полного суверенитета отдельных провинций в том виде, в котором Голландская республика не управлялась бы одним человеком. Вместо суверена (штатгальтера) политическая и военная власть должна была быть представлена Генеральными Штатами и регентами городов.
На протяжении двух десятилетий династия де Графф играла ведущую роль в администрации Амстердама, город в то время был на пике своего политического могущества. Этот период республиканцы также называли Истинной свободой. Это был Первый период без штатгальтера, который длился с 1650 по 1672 годы. В течение этих двадцати лет регенты Голландии, в частности Амстердама, управляли республикой. Город был полон самоуверенности и любил себя сравнивать со знаменитой Римской республикой. Даже без штатгальтера, казалось, что дела у Республики и её регентов шли хорошо и политически, и экономически.
Корнелис и его младший брат Андрис, который после смерти Корнелиса стал его преемником на посту регента и мэра, занимались искусством и генеалогией, работая над своим родословным деревом. Четыре из пяти их братьев и сестёр были связаны браком с Биккерами, которые тоже были родом с улицы Низель. Около 1650 года де Графф построил загородный дом, ныне известный как Сустдейк, который был позднее продан его сыном Якобом в 1674 году штатгальтеру Вильгельму III.

## Первый государственный деятель Амстердама и Голландии
Корнелис был купцом, а позже управляющим Голландской Ост-Индской компанией. С 1639 года он стал членом городского совета, при этом избирался на пост мэра десять раз с 1643 по 1662 год в трудное время Первого Периода без штатгальтера.
Он начинал карьеру как капитан городской милиции, в той самой компании, которая была изображена в 1642 году Якобом Адриансзоном Баккером (выставлена в Рейксмюсеуме). В 1645 году Корнелис стал советником Штатов Голландии и Западной Фрисландии. В 1648 году де Графф был одним из главных инициаторов строительства новой ратуши, которая была открыта в 1655 году. Де Графф был одним из главных сторонников Мюнстерского мира в 1648 году и Акта устранения в 1654 году, согласно которому Вильгельм III устранялся с должности штатгальтера. Он достиг пика своей власти на посту мэра Амстердама. Корнелис де Графф блестяще владел не только европейскими языками, но также греческим, ивритом, сирийским и арабским. Он никогда не посещал церковь, но только по политическим мотивам. Вероятно, по его настоянию Ньиве керк была построена без башни. Он был покровителем Вондела и Яна Воса, а также заказал восемь картин Говерта Флинка для ратуши.

### Де Графф и Ян де Витт:Истинная свобода
Для де Граффа как политически, так и лично, были очень важны связи с мужем его племянницы Венделы Яном де Виттом. Де Витт охотно обращался за советом и поддержкой к де Граффу, ценил ясность его ума и тёплое гостеприимство. Их отношения в сочетании с близкими семейными связями и взаимным уважением двух выдающихся умов были исключительными для того времени в голландской политике. В 1653 году де Графф содействовал назначению Яна де Витта великим пенсионарием, своего рода председателем Штатов Голландии.

#### Де Графф и война между Швецией и Польшей
Амстердам и де Графф были на пике своего могущества и в 1656 году снарядили экспедицию во главе с Михаилом де Рюйтером в Средиземное море и ещё одну, против шведского короля Карла X Густава в ходе его войны против Польши, под началом Якоба ван Вассенара Обдама в Балтийское море. Война завершилась объявлением Данцига нейтральным, что было удачей для Соединённых Провинций. Четыре влиятельных мэра решили послать Кунрада ван Бёнингена в Копенгаген, чтобы склонить Данию к войне против Швеции. К всеобщему удивлению, в середине зимы шведский король переправился из Ютландии через Большой Бельт к Копенгагену. Во второй экспедиции для освобождения Копенгагена Витте де Витт участвовал в сражении в Эресунне. Корнелис де Графф уже был готов начать борьбу против Швеции, вопреки совету великого пенсионария. Когда в 1660 году Карл X внезапно умер, Швеция заключила мир. Амстердам также послал адмирала Михаила де Рюйтера против Англии вопреки приказам Генеральных Штатов. Вопреки этим разногласиям с де Виттом, он и де Графф оставались в хороших отношениях. Де Витт в 1660 году сказал о Корнелисе: «с этим джентльменом Полсбруком ничего нельзя было поделать».

#### Де Графф и Вильгельм III Оранский
25 сентября 1660 года Штаты Голландии по инициативе де Витта, де Граффа, его младшего брата Андриса и Гиллиса Валкенира решили взять на себя ответственность об образовании Вильгельма III Оранского чтобы гарантировать его способность заниматься в будущем государственными делами (на тот момент ещё не определёнными). В течение лета семья потратила много времени на Сустдейк, и сыновья де Граффа на берегу озера и в лесу играли вместе в юным Виллемом, который позднее станет королём Англии, Шотландии и Ирландии, а также штатгальтером Соединённых Провинций Нидерландов. После Года бедствий сын де Граффа Якоб продал Сустдейк штатгальтеру Вильгельму III.

### Голландский дар
В 1660 году регентами, особенно влиятельными братьями де Графф, был подготовлен Голландский дар. Скульптуры для этого дара были отобраны выдающимся скульптором Нидерландов Артусом Квеллинусом Старшим и Герритом ван Эйленбургом, сыном дилера Рембрандта Хендрика ван Эйленбурга, рекомендованного Генеральными Штатами для операций покупки. Голландский дар был собранием двадцати восьми картин, преимущественно художников итальянского Возрождения, и двенадцати классических скульптур, а также яхта и мебель, которые были подарены королю Карлу II Генеральными Штатами в 1660 году.
Большинство картин и все римские статуи происходили из коллекции Рейнста, самой значительной голландской коллекции итальянской живописи XVI века, собранной в Венеции Яном Рейнстом и расширенной его братом, Герритом Рейнстом. Подарок отражал вкусы Карла II, равно как и его отца, Карла I, чья огромная коллекция, одна из самых больших в Европе, была большей частью продана за границу после его казни в 1649 году. Дар был преподнесен Карлу II, чтобы отметить его возвращение к власти в ходе Реставрации Стюартов, до которой Карл провёл несколько лет в изгнании в Голландской республике пока существовала Английская республика. Дар был направлен на укрепление дипломатических отношений между Англией и Соединёнными Провинциями, но уже через несколько лет после подарка обе нации вновь сражались друг против друга во Второй англо-голландской войне.

## Смерть
Корнелис был захоронен в гробнице в Ауде керк, и после его смерти его младший брат Андрис и Гиллис Валкенир взяли на себя его роль в городском совете.
После смерти де Граффа Ян де Витт потерял свою власть и репутацию в Амстердаме, а затем и во всей провинции Голландия.

## Историография
Де Графф общался в мягкой образцовой манере и был честным и открытым, что было ново для молодой республики, и считал, что именно де Витт привёл Амстердам и его интересы к нынешнему успеху. Также де Графф никогда не подвергал риску дела Амстердама, при этом учитывал интересы других городов Голландии и избегал политики грубой силы, которая оставила бы Амстердам в изоляции.